# Gheghie
Gheghie – wieś w Rumunii, w okręgu Bihor, w gminie Aușeu. W 2011 roku liczyła 225
mieszkańców.